# Letališče Slovenj Gradec
Letališče Slovenj Gradec  je letališče v Slovenj Gradcu.

## Zgodovina
Letališče je bilo ustanovljeno leta 1937. Leta 1978 so zgradili 1200 metrov dolgo in 23 metrov široko asfaltno stezo. 
Leta 2002 je bilo ustanovljeno podjetje Aerodrom Slovenj Gradec, ki se ukvarja s popravili in prodajo letal ter s hotelirstvom. Pozimi leta 2002 se je začela tudi popolna obnovitev stez ter izgradnja novega hangarja, hotela in parkirišča za 100 avtomobilov oz. 40 avtobusov.

## Aeroklub
Trenutno ima aeroklub v lasti samo jadralna letala. 